# 任暄猷
任暄猷（？—？），河南杞县人，明末清初政治人物。

## 生平
任暄猷于明末训练练乡勇，抵御流寇有功，后来仕福王，任后军都督。清军渡江攻打南京，任暄猷投诚，編入汉军正白旗。顺治九年（1652年）壬辰科中式，复核时被黜落。顺治十二年（1655年）再中乙未科进士。